# Mirosław Borzym
Mirosław Tomasz Borzym (ur. 4 maja 1956) – polski samorządowiec i urzędnik, z wykształcenia prawnik, w latach 1990–1998 prezydent Kędzierzyna-Koźla.

## Życiorys
Wychowywał się w Warszawie. Ukończył prawo na Uniwersytecie Warszawskim, kształcił się podyplomowo w studium dziennikarskim na Wydziale Dziennikarstwa i Nauk Politycznych UW oraz w zakresie bankowości i finansów w Szkole Głównej Gospodarstwa Wiejskiego. W 1979 po ślubie przeprowadził się do Kędzierzyna-Koźla.
Od czerwca do listopada 1990 pozostawał wiceprezydentem Kędzierzyna-Koźla, następnie od listopada 1990 do listopada 1998 był prezydentem miasta. Od 1990 zasiadał także w radzie miejskiej. Należał do Unii Wolności, później pozostawał bezpartyjny. W 1998 zorganizował swój własny komitet wyborczy „Forum 2000”, który wprowadził do rady 2 osoby. W 2001 kandydował do Sejmu z listy Platformy Obywatelskiej. W 2002 wybrany radnym powiatu kędzierzyńsko-kozielskiego z ramienia lokalnego komitetu, był wówczas kandydatem na starostę. W 2006 nie uzyskał reelekcji.
Przez wiele lat zatrudniony w centrali Agencji Restrukturyzacji i Modernizacji Rolnictwa m.in. na stanowisku specjalisty do spraw audytu i kontroli oraz doradcy prezesa. Od 2006 do 2007 kierował jej opolskim oddziałem. W 2015 został p.o. dyrektora opolskiego oddziału Agencji Nieruchomości Rolnych, następnie zastępcą dyrektora oddziału. Później zatrudniony w Krajowym Ośrodku Wsparcia Rolnictwa jako p.o. zastępcy dyrektora departamentu.